# Thesprotia caribea
Thesprotia caribea es una especie de mantis de la familia Thespidae.

## Distribución geográfica
Se encuentra en Antigua y Barbuda y Jamaica.